# Projekt mostu w Konstantynopolu

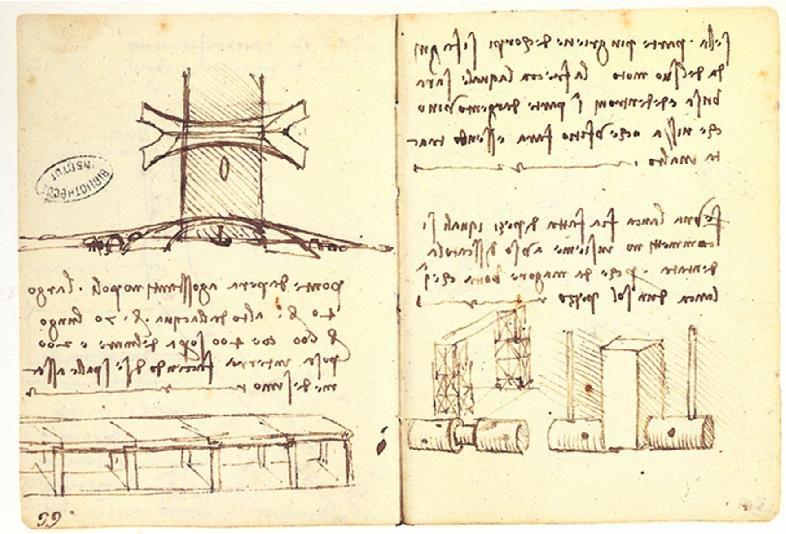
Szkic mostu Leonarda z Manuskryptu paryskiego L

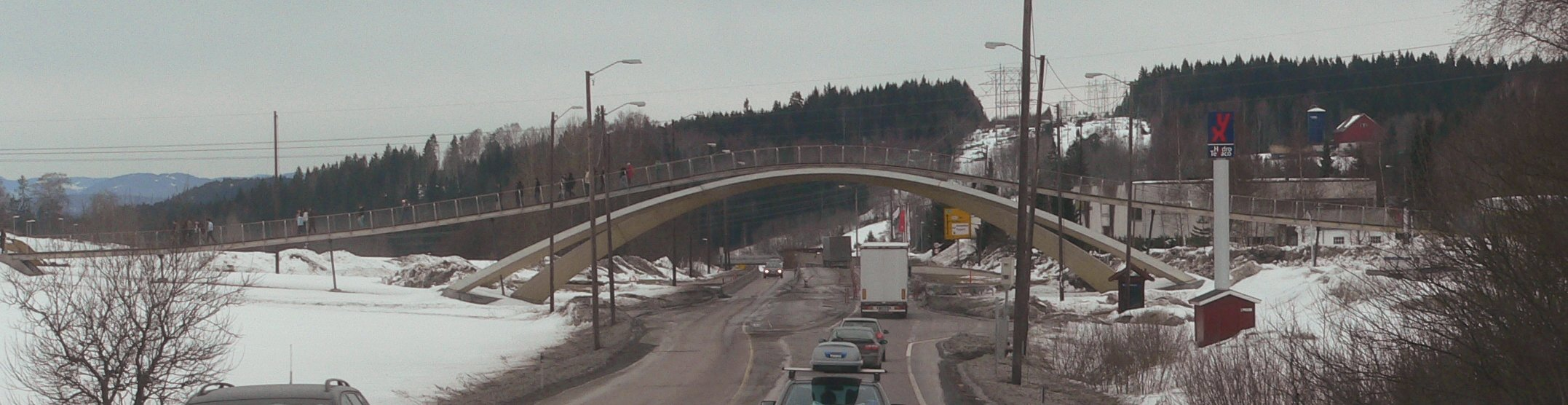
Most Vebjørna Sanda, zbudowany na podstawie notatek Leonarda da Vinci

Projekt mostu w Konstantynopolu – projekt mostu opracowany przez Leonarda da Vinci  w 1503 roku.
Idea budowy mostu pojawiła się prawdopodobnie w lutym 1503 roku, podczas pobytu Leonarda w Rzymie, gdy był inżynierem wojskowym Cezarego Borgii. Rok wcześniej papież Aleksander VI i wysłannicy sułtana Bajazyda II mogli rozmawiać o zatrudnieniu włoskiego inżyniera, mogącego zbudować most w Konstantynopolu. Obok Leonarda pomysłem był również zainteresowany Michał Anioł. Robocze szkice z projektami mostu znajdują się w Manuskrypcie paryskim L. Most z kamienia miał liczyć ok. 360 metrów długości i przebiegać przez zatokę Złoty Róg. Zaproponowana długość mostu oznacza, że po jego zbudowaniu mógłby być wówczas najdłuższym mostem na świecie. Most Leonarda zastąpiłby prowizoryczny most pływający na beczkach. Prawdopodobnie Leonardo zaprojektował most w oparciu o projekt mostu Alidosiego w Castel del Rio, budowanego w latach 1499–1502.
Informacje o projekcie pochodzą również z listu z 3 lipca odkrytego w 1952 roku w Archiwum Państwowym w Muzeum Topkapı w Stambule. W piśmie nadawcą jest niewierny imieniem Lionardo. Założono, że list napisał Leonardo da Vinci oraz że pochodzi z 1503 roku. List miał zostać przesłany z Genui. Pochodzenie pisma może znaczyć, że został stamtąd przywieziony statkiem.
Most w Konstantynopolu według projektu Leonarda nie został zbudowany. Na podstawie notatek Leonarda 31 października 2001 roku w Ås zbudowano kładkę dla pieszych. Konstrukcja w Aas mierzy sto metrów długości, służy on jako przejście dla pieszych ponad autostradą E18. Rekonstrukcję przeprowadził norweski artysta Vebjørn Sand. Most zbudowano z drewna sosnowego, tekowego i stali nierdzewnej. Koszt budowy wyniósł około miliona funtów.